# 凱旋青年公園
凱旋青年公園（がいせんせいねんこうえん、朝鮮語: 개선청년공원）は、朝鮮民主主義人民共和国の平壌にある遊園地である。金日成競技場の近く、牡丹峰の西の麓にある。1984年に凱旋門献納の一環として開園した。メリーゴーラウンド、ファンハウス、観覧車のようなアトラクションがあり、面積は40ヘクタールである。
1959年までは箕子朝鮮の建国者である箕子（中国の殷に出自を持ち、朝鮮に亡命して箕子朝鮮を建国した）の墓である箕子陵があった。しかし、ナショナリズムの高揚した近代以降の韓国や北朝鮮では、中国（殷）人である箕子によって建国された中国系国家というのはナショナリストにとって都合が悪いため、中国人起源の箕子朝鮮は顧みられぬこととなり、1959年に箕子陵を「封建的支配階級の事大主義の産物であり、朝鮮民族への侮辱」と断ずる金日成の指示によって箕子陵を破壊し、その跡地が凱旋青年公園となった。
2010年4月に公園は改装され、その後金正日が訪れた。公園内の10個のアトラクションをすべて乗るには1,600ウォンかかる。
2010年にイタリアから輸入した「ベリーダウン」ジェットコースターがオープンした。2013年現在、バンパーカー、コーヒーカップ、回転ブランコ、スペースショットなどのアトラクションがある。

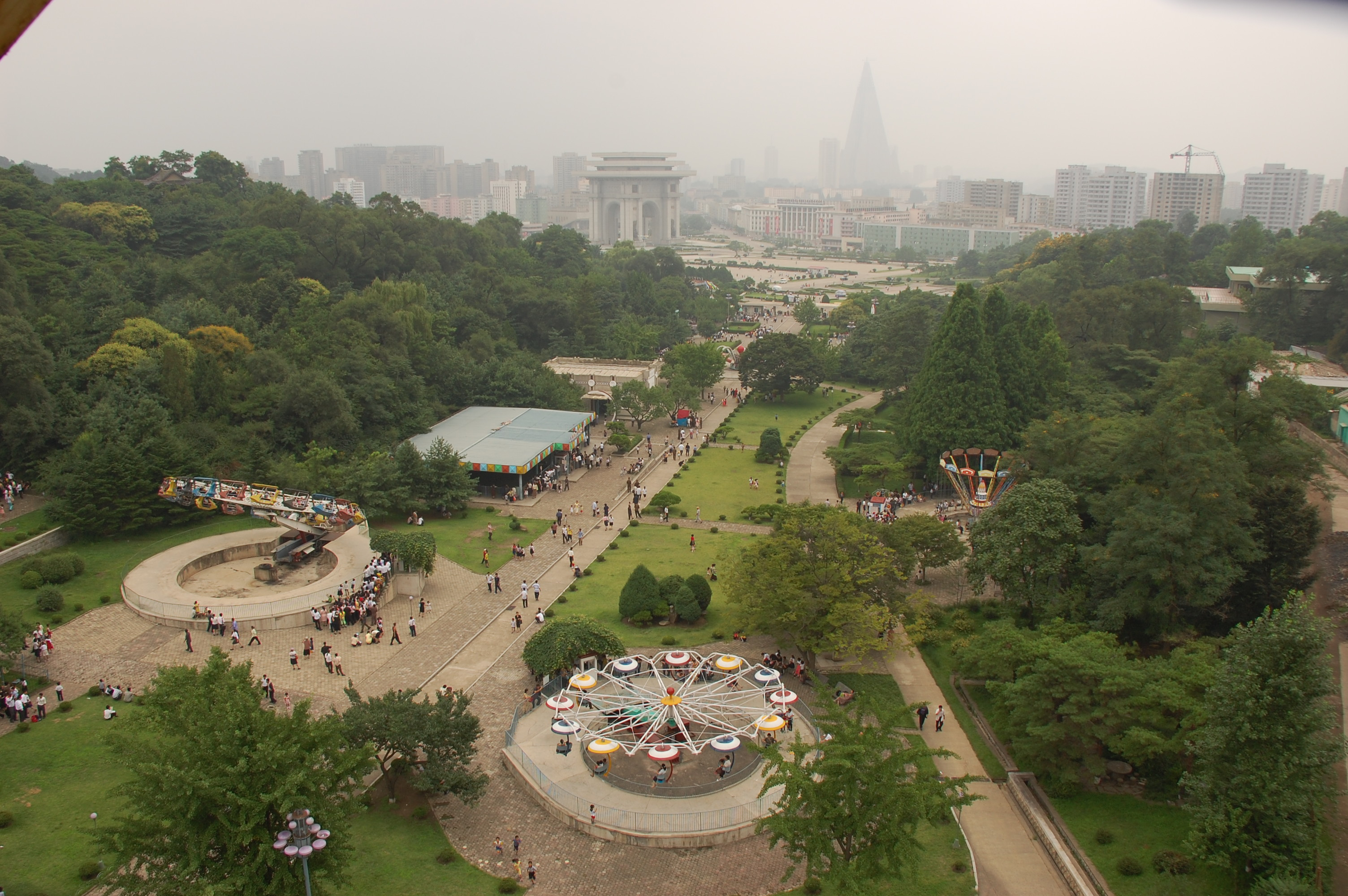
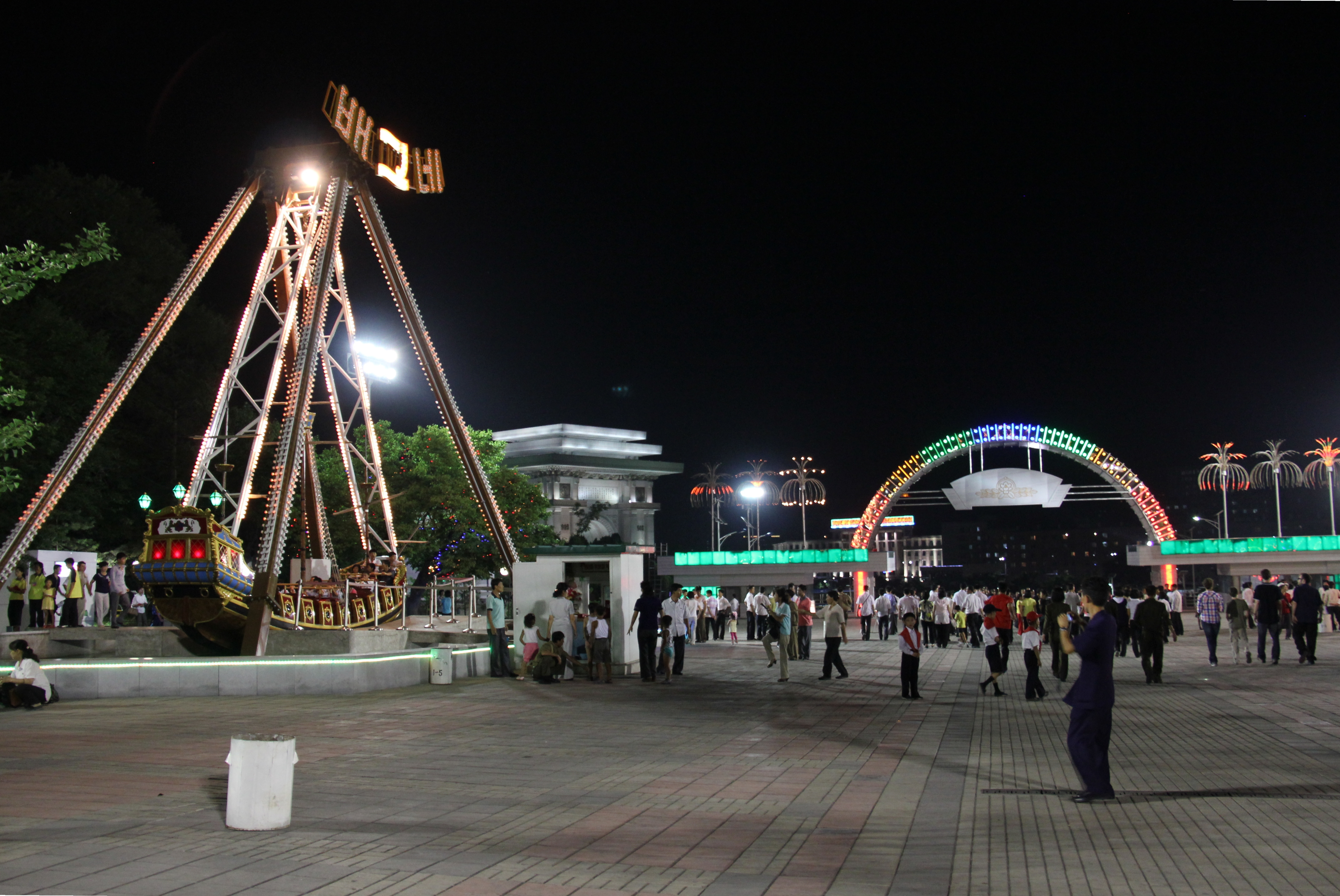
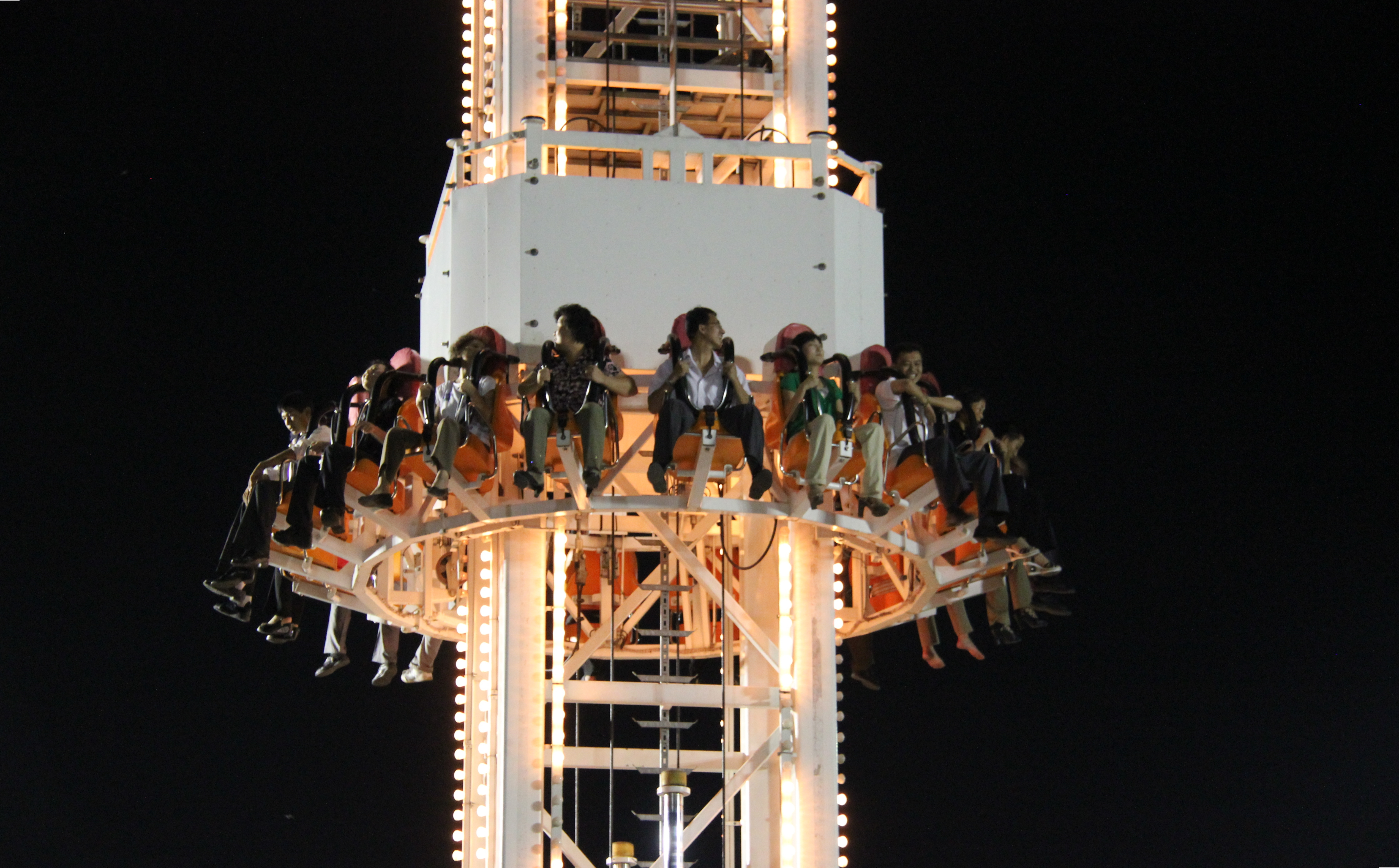
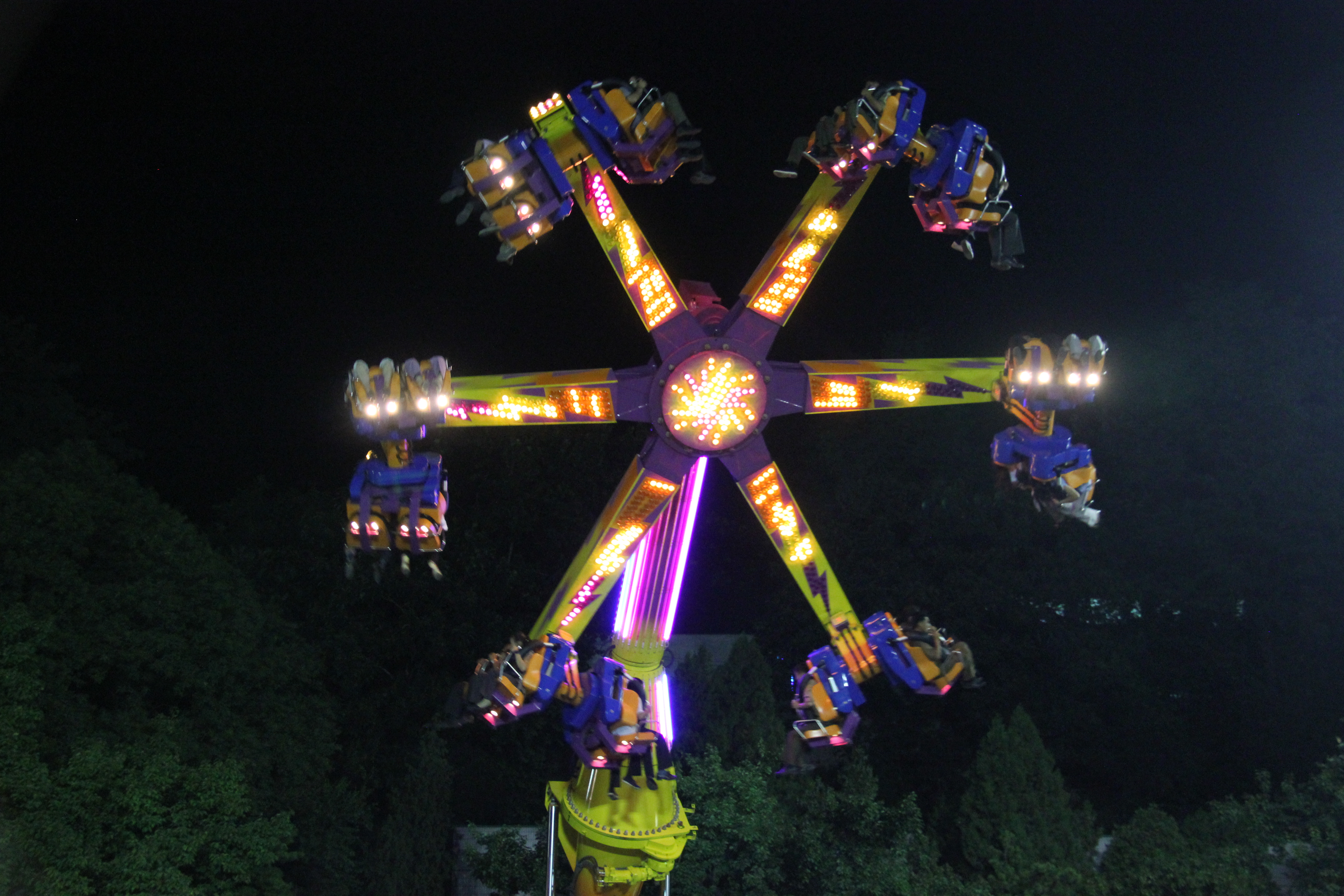
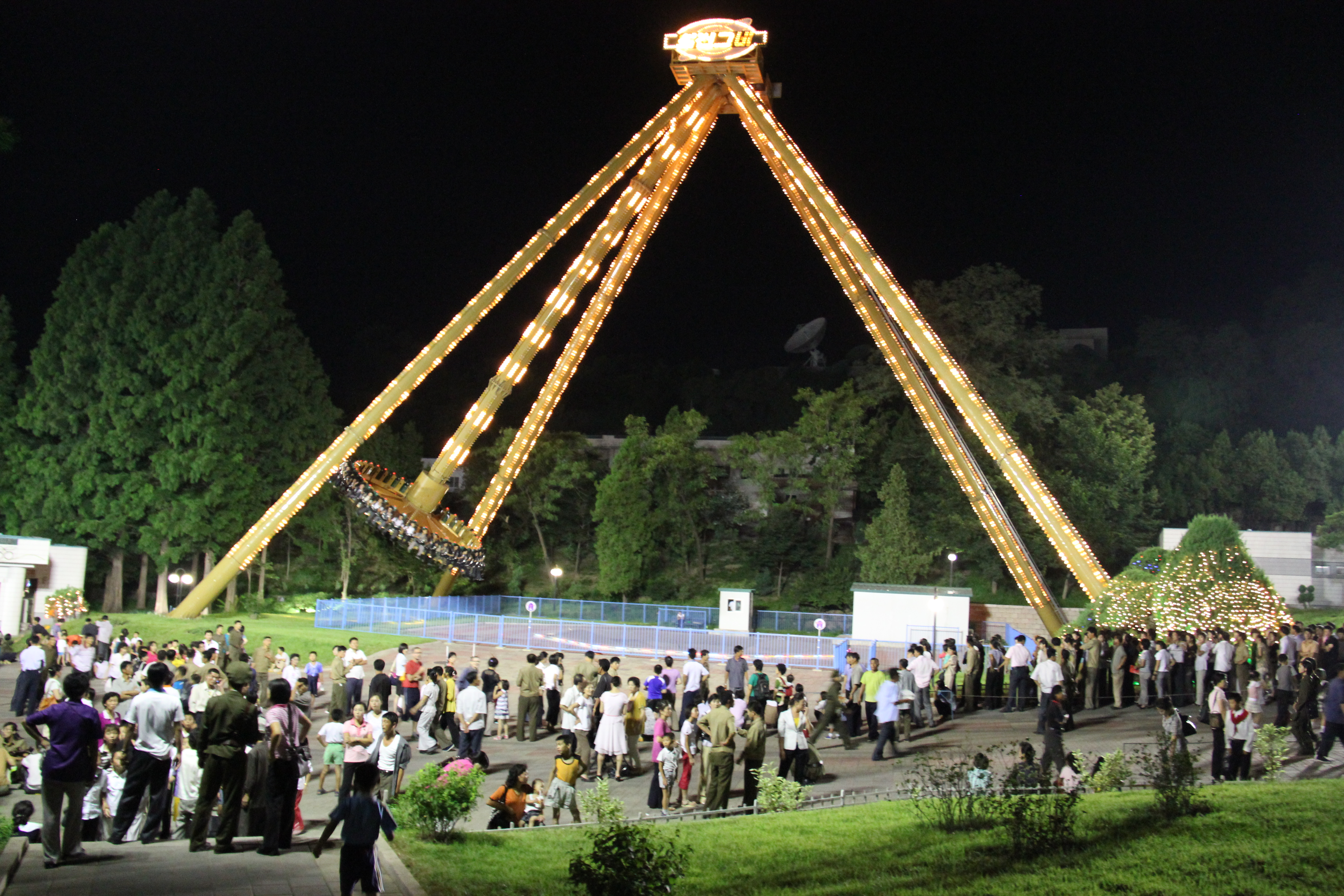
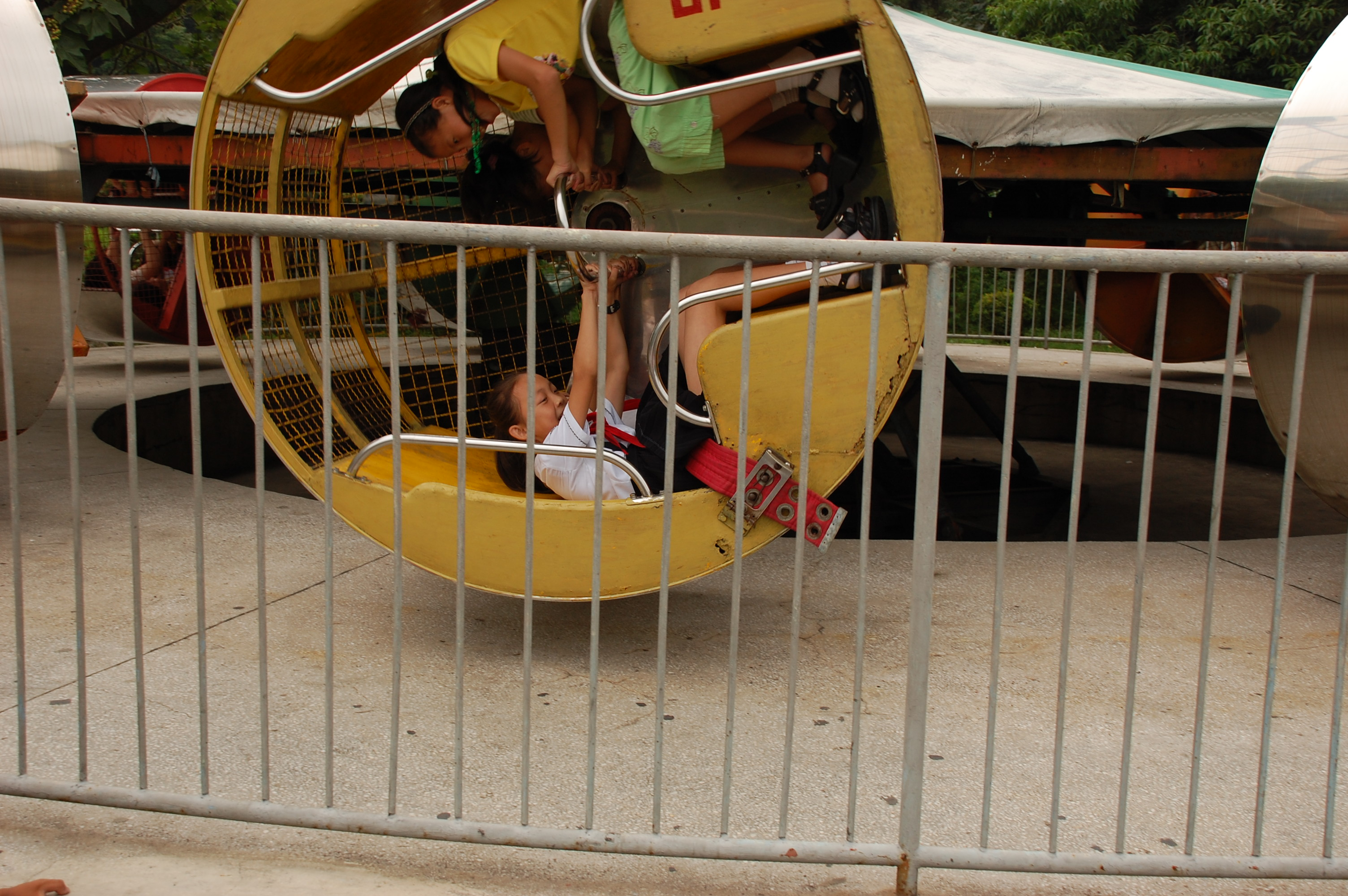
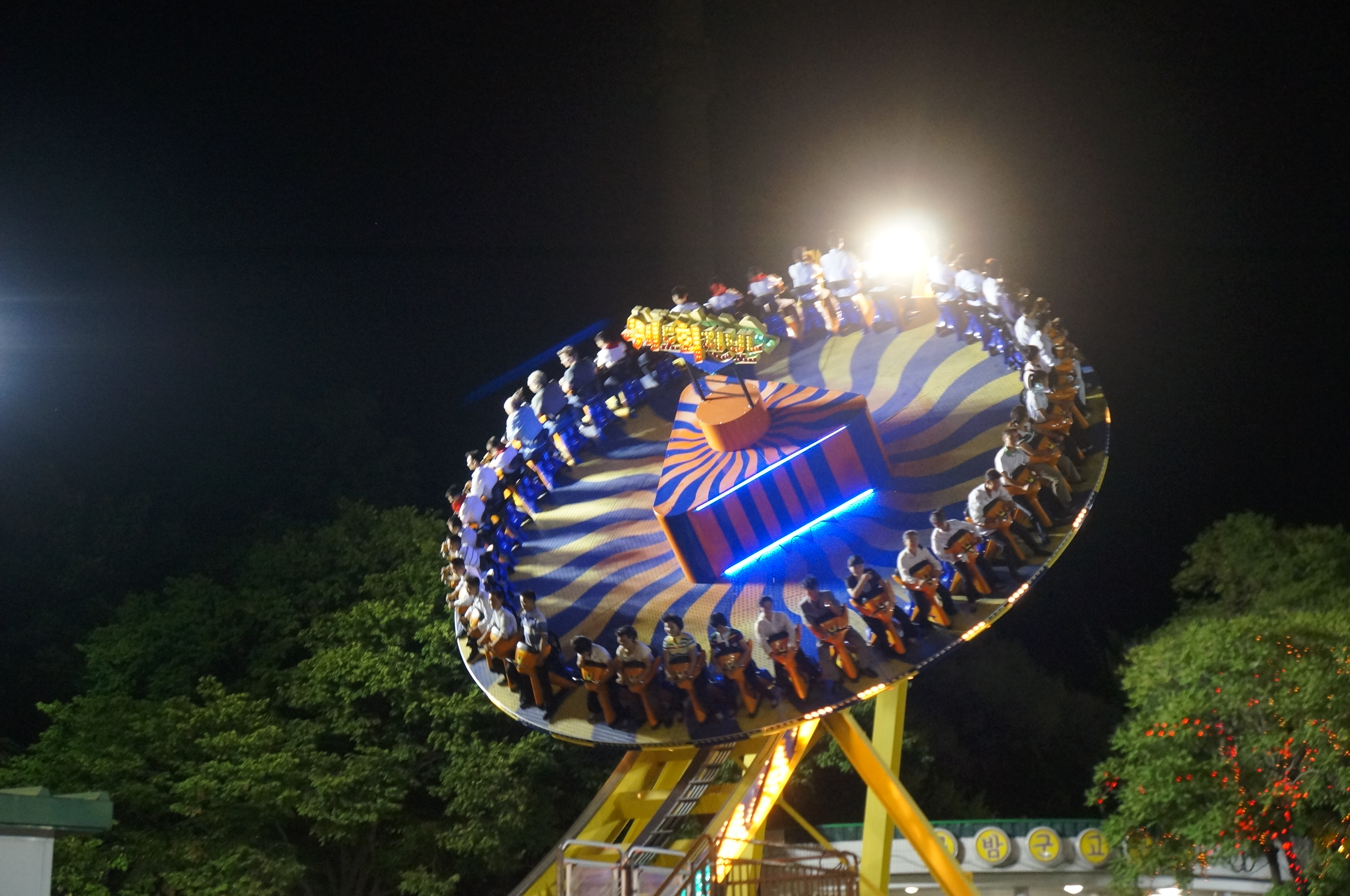
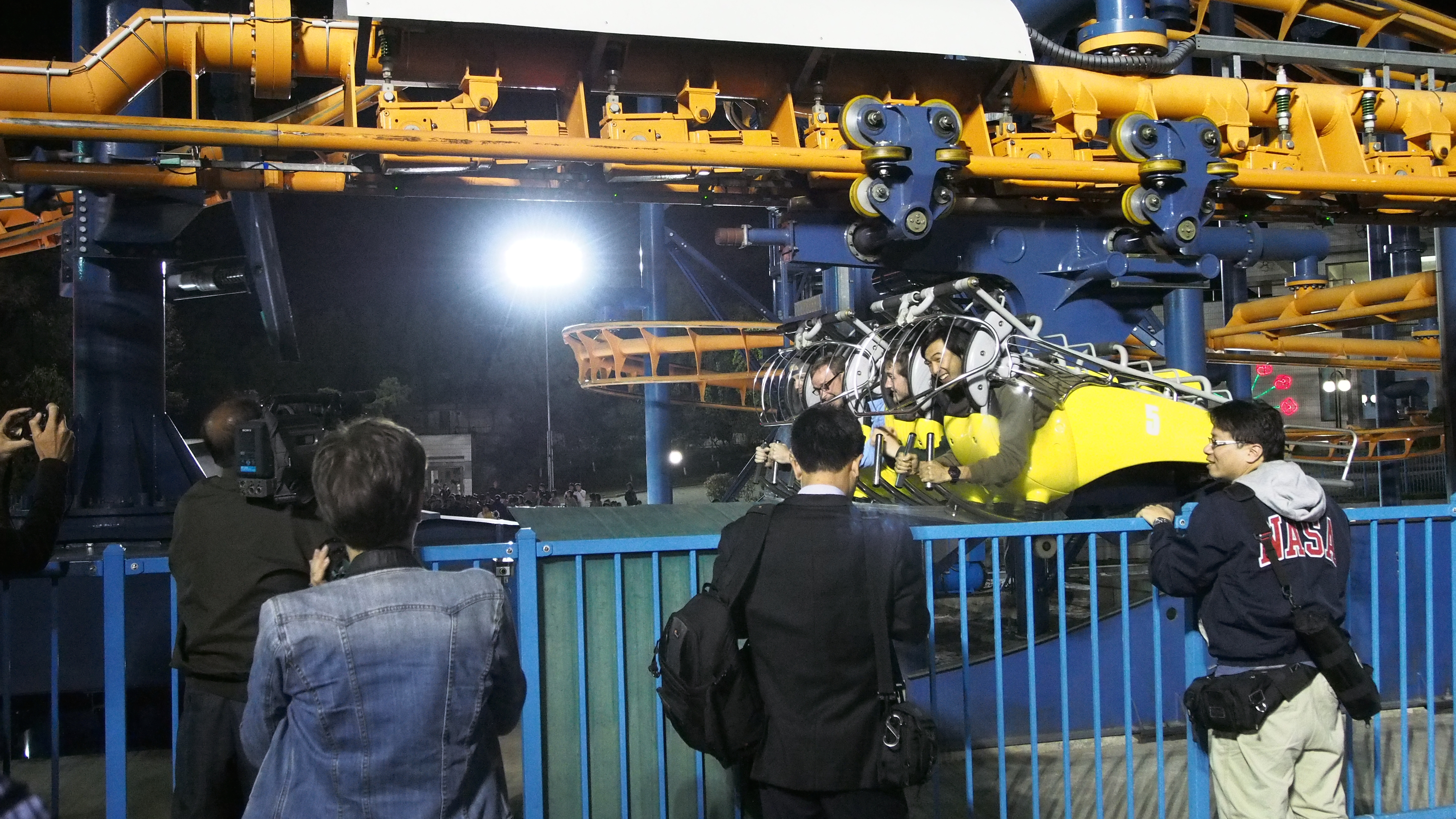